# Tony Jerod-Eddie
Tony Jerod-Eddie (Dallas, 29 marzo 1990) è un giocatore di football americano statunitense che gioca nel ruolo di defensive end per i San Francisco 49ers della National Football League (NFL). Firmò coi Niners dopo non essere stato scelto nel Draft NFL 2012. Al college ha giocato a football alla Texas A&M University.

## Carriera professionistica
Jerod-Eddie firmò coi San Francisco 49ers come free agent non scelto nel Draft 2012. Dopo aver disputato quasi tutta la stagione regolare nella squadra di allenamento, il 28 dicembre 2012 fu promosso nel roster attivo dopo l'infortunio del wide receiver Mario Manningham. Tony fece il suo debutto nell'ultima settimana della stagione contro gli Arizona Cardinals senza far registrare alcuna statistica.

## Vittorie e premi
- National Football Conference Championship: 1

San Francisco 49ers: 2012

## Statistiche
| Partite totali      | 1 |
| Partite da titolare | 0 |
| Tackle totali       | 0 |
| Sack                | 0 |
| Intercetti          | 0 |

Statistiche aggiornate al 30 gennaio 2013